# Leopoldo Sucre Figarella
Leopoldo de Sucre y Figarella (Tumeremo, estado Bolívar, Venezuela, 1 de agosto de 1926-Caracas, 16 de octubre de 1996) fue un ingeniero y político venezolano, de amplia trayectoria en la gerencia pública de su país, quien ejerció como ministro de Obras Públicas y de Comunicaciones y posteriormente como presidente de la Corporación Venezolana de Guayana. Estuvo en el partido Acción Democrática, desde donde fue elegido senador al Congreso de la República en representación de su estado natal en 1994, período que no llegó a concluir debido a su deceso en 1996.

## Primeros años
De Sucre y Figarella fue hijo de Juan Manuel de Sucre y Ruiz, propietario de una mina de oro en el Estado Bolívar e Inés Figarella Cordoliani, descendiente de una familia corsa, y hermano menor del general Juan Manuel de Sucre y Figarella. Realizó estudios de bachillerato en el liceo Peñalver, de Ciudad Bolívar. Luego marchó a Caracas, para cursar su educación superior, obteniendo el título de ingeniero civil en la Universidad Central de Venezuela. Desde su época de estudiante se inició en la política entrando a las filas del partido Acción Democrática, desempeñándose como representante del mismo dentro de la Facultad de Ingeniería ante el Consejo Universitario de la UCV. Al egresar de esta casa de estudios en 1949, se convirtió en secretario de finanzas de su organización partidista.
Paralelamente trabajó en el Instituto Nacional de Obras Sanitarias, ente entonces adscrito al Ministerio de Obras Públicas, en el estado Miranda. En 1950 es nombrado jefe de la fracción de ingenieros de Acción Democrática y posteriormente, durante la dictadura militar, debió mantener su afiliación partidista con un perfil bajo, pasando a la clandestinidad. Tras el retorno de la democracia, Sucre Figarella es llamado por el presidente Rómulo Betancourt, quien lo designa Gobernador del Estado Bolívar en 1960.

## Carrera política

### Ministro de Obras Públicas
En 1962 fue designado ministro de Obras Públicas, una gestión que se prolongó por siete años, toda vez que el presidente Raúl Leoni decide mantenerlo en el cargo. Al frente de ese ministerio se construyeron varias de las obras de infraestructura más notables en la Venezuela del siglo XX, como la Avenida Boyacá, el Distribuidor La Araña y la segunda etapa de la Avenida Libertador, en Caracas; los puentes "Rafael Urdaneta" -sobre el lago de Maracaibo-, "Angostura" -sobre el río Orinoco- y "José Antonio Páez" -sobre el río Arauca-; las autopistas Tejerías-Valencia, Valencia-Puerto Cabello y Ciudad Bolívar-Puerto Ordaz-Upata, la ampliación del Aeropuerto Internacional Simón Bolívar y el arranque de la segunda etapa de la represa de Guri.

### Ministro de Comunicaciones
En 1975, con el regreso de Acción Democrática al gobierno, es encargado del Ministerio de Comunicaciones, gestión en la cual dio inicio a las obras del Centro Postal de Caracas.

### Presidente de la CVG
En 1984 es nombrado presidente de la Corporación Venezolana de Guayana (CVG), con rango de Ministro de Estado, por el presidente Jaime Lusinchi. Sus obras al frente de las empresas de Guayana le valieron el apodo de «El Zar de Guayana», por su influencia sobre la política y la economía estatal.
En esta posición, impulsa el desarrollo de la región de Guayana de manera extraordinaria, concluyendo e inaugurando la Central Hidroeléctrica Simón Bolívar; las autopistas Ciudad Bolívar-Ciudad Guayana y Ciudad Guayana-Upata; las carreteras El Dorado-Santa Elena de Uairén y Ciudad Bolívar-Caicara-Los Pijiguaos, incluyendo puentes sobre los ríos Caura, Cuchivero, Suapure, Parguaza y Caroní. En su gestión se dieron curso a las obras de las centrales eléctricas "Macagua" y "Caruachi" y se ampliaron las capacidades de las empresas básicas de la región: Sidor, Ferrominera, Venalum, Alcasa e Interalumina. Asimismo, durante su gestión se mejoró la infraestructura sanitaria de la región, con la construcción de los hospitales de Caicara, El Callao y Santa Elena de Uairén. Entre otras obras de infraestructura, también se destacan los Palacios de Justicia de Ciudad Bolívar y Ciudad Guayana. 

### Senador en el Congreso
Durante los últimos años de su vida, y particularmente durante su periodo parlamentario, fue un férreo crítico de los planes de privatización de las empresas básicas guayanesas en las discusiones al respecto llevadas a cabo en el extinto Congreso Nacional.  Salvó su voto durante el proceso de destitución de Carlos Andrés Pérez.

## Vida personal
Estuvo casado con Cruzana Ortega, unión de la cual nacieron tres hijos.

## Honores
- Avenida Leopoldo Sucre Figarella.[6]